# Proacidalia purpura
Proacidalia purpura är en fjärilsart som beskrevs av Evans 1924. Proacidalia purpura ingår i släktet Proacidalia och familjen praktfjärilar. Inga underarter finns listade i Catalogue of Life.